# Witstaartcallene
De witstaartcallene (Myiomela leucura; synoniem: Cinclidium leucurum) is een zangvogel uit de familie Muscicapidae (vliegenvangers).

## Verspreiding en leefgebied
Deze soort telt 3 ondersoorten:
- M. l. leucura: de centrale en oostelijke Himalaya tot centraal China, centraal Indochina, Maleisië en Myanmar.
- M. l. montium: Taiwan.
- M. l. cambodiana: zuidoostelijk Thailand en Cambodja.